# فيصل الملبو
فيصل علي الملبو مواليد 28 ديسمبر 1996 في ، السعودية، هو لاعب كرة قدم سعودي يلعب في الوسط.

## مسيرة اللاعب
لعب في نادي هجر في الفئات السنية و لعب بعدها مع نادي نجد ونادي الروضة ونادي الدرع ونادي القلعة ونادي طبرجل ونادي الثقبة ونادي بيش.